# Émile Cornudet des Chaumettes
Pour les articles homonymes, voir Cornudet des Chaumettes.
Louis-Joseph-Émile Cornudet des Chaumettes, né le 19 février 1855 à Paris et mort le 2 septembre 1921 à Boulogne-sur-Mer (Pas-de-Calais), est un homme politique français.

## Biographie
Fils du vicomte Joseph-Alfred Cornudet des Chaumettes, petit-fils d'Étienne-Émile et arrière-petit-fils de Joseph, à peine âgé de seize ans, il prend part à la guerre franco-prussienne de 1870, où il se distingue par sa bravoure. Après la mort du député de la deuxième circonscription d'Aubusson (Creuse), Jean-Amédée Le Faure, il se présente en janvier 1882 à l'élection partielle. Au scrutin de ballottage du 12 février, il est élu par 4 486 voix sur 8 841 votants et 11 901 inscrits contre Louis Jezierski. Siégeant d'abord sur les bancs de la gauche radicale, il devient membre du groupe de l'Union Républicaine de Gambetta et se présente sur la liste opportuniste du département de la Creuse le 4 octobre 1885. Il obtient, au premier tour, 20 591 voix sur 52 289 votants, avant d'être élu, le 18 octobre, au second tour, le quatrième et dernier par 33 938 voix sur 47 042 votants et 77 801 inscrits.
Réélu le 22 septembre 1889 dans la deuxième circonscription d'Aubusson au premier tour de scrutin par 3 562 voix sur 6 875 votants, il entre dans diverses commissions spéciales de la Chambre.
Sans concurrent, il est une nouvelle fois réélu au premier tour de scrutin le 20 août 1893 par 6 534 voix sur 7 094 votants et siège à la commission de l'armée et à celle des chemins de fer. Il représente le département de la Creuse à la Chambre durant 20 ans de 1882 à 1902. Il se voit confier en 1895 la direction politique du journal La Lanterne. Puis les électeurs de l'arrondissement d'Aubusson le réélisent dès le premier tour de scrutin le 8 mai 1898 par 13 017 voix sur 18 982 votants.
Toutefois, sa santé se dégrade et il doit abandonner son activité parlementaire ; il ne se représente pas en 1902. Il se retire dans une maison de santé à Boulogne-sur-Mer, où il meurt en 1921 à l'âge de 66 ans.
Maire de Crocq, il a également représenté le canton au conseil général de la Creuse, dont il a été nommé secrétaire.

## Dates de ses mandats à l'Assemblée nationale

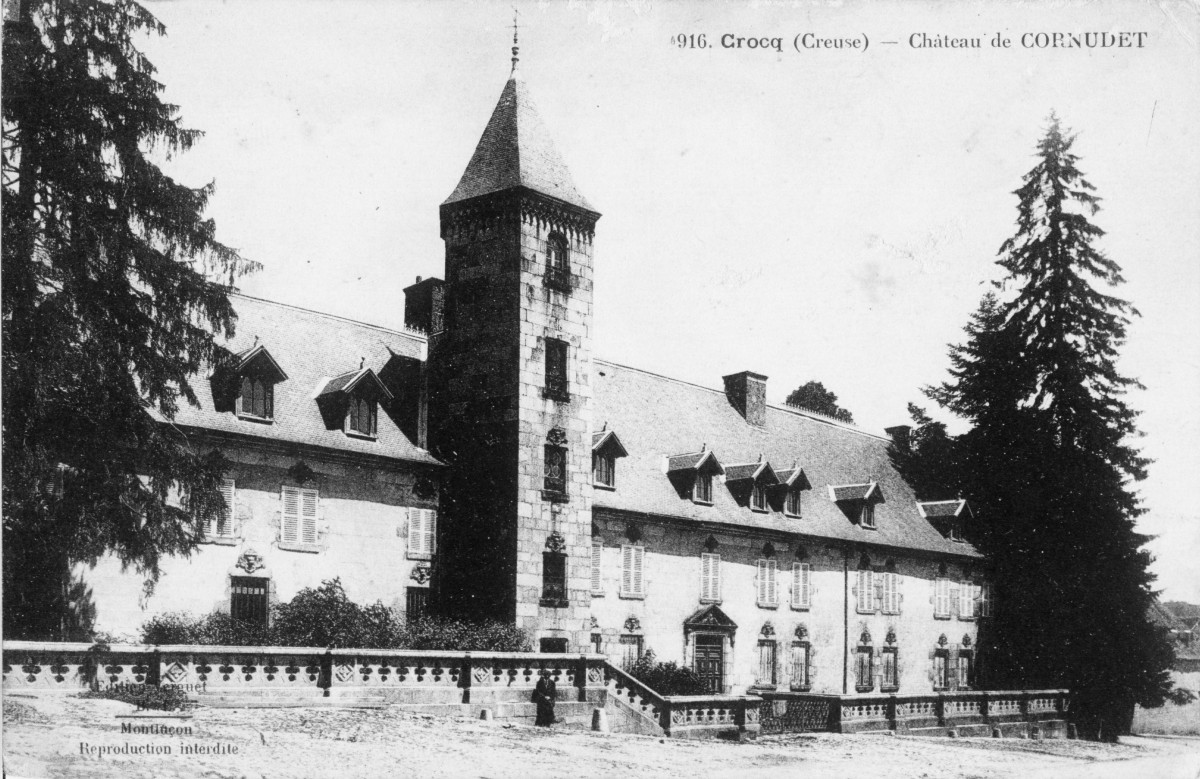
Château des Cornudet à Crocq (Creuse).

- 13/02/1882 - 09/11/1885 : Creuse
- 18/10/1885 - 11/11/1889 : Creuse
- 22/09/1889 - 14/10/1893 : Creuse
- 20/08/1893 - 31/05/1898 : Creuse
- 08/05/1898 - 31/05/1902 : Creuse

## Sources
- Adolphe Robert, Gaston Cougny, Dictionnaire des parlementaires français de 1789 à 1889, Paris, Bourloton, 1889, tome 2 (de Corcelles à Cornulier-Lucinière), p. 190
- Jean Jolly (dir.), Dictionnaire des parlementaires français. Notices biographiques sur les ministres, sénateurs et députés de 1889 à 1940, Paris, PUF, 1960, Lettre C, p. 1041-1042